# Natal'ja Kirillovna Naryškina
Natal'ja Kirillovna Naryškina in russo Наталья Кирилловна Нарышкина? (Mosca, 1º settembre 1651 – Mosca, 4 febbraio 1694) fu la seconda moglie dello zar Alessio I di Russia.

## Biografia
Discendendo da una famiglia di Boiari Tartari, Natal'ja era la figlia di Kirill Poluektovič Naryškin, e di sua moglie, Anna Leontievna Leont'eva. Crebbe a Mosca, nella casa del grande Artamon Sergeevič Matveev, per via della sua lontana parentela con la moglie di quest'ultimo, la scozzese Mary Hamilton.

## Matrimonio
Il 1º febbraio 1671, sposò lo Zar Aleksej Michajlovič, vedovo di Marija Il'inična Miloslavskaja, divenendone la seconda moglie. Ebbero tre figli:
- Pietro I di Russia (1672-1725);
- Natal'ja Alekseevna[1] (1673-1716);
- Fëdora Alekseevna (1674-1677).

Dopo aver assicurato il trono per suo figlio, Natal'ja Kirillovna controllò effettivamente il governo assieme ai fratelli e al Patriarca.
Con la morte dello Zar Alessio I nel 1676, salì al trono lo Zar Fëdor III. Quando Fëdor morì nel 1682, gli succedette il fratello Ivan V (figlio della prima moglie di Alessio), ma gli fu associato come co-zar il fratellastro Pietro. Lei divenne reggente, assieme al padre adottivo Artamon Sergeevič Matveev, che fu richiamato per questo dall'esilio, in qualità di consigliere. Tuttavia, durante la rivolta degli strelizzi il 15 maggio 1682, due dei suoi fratelli e Artamon Sergeevič Matveev vennero uccisi e suo padre fu costretto ad entrare in un convento. Sof'ja Aleksejevna Romanova, sorella maggiore di Fëdor, la rimpiazzò come Reggente.
Mentre Sof'ja governava e Pietro era co-Zar, Natal'ja visse senza rischi, ma in povertà. Doveva ricevere continui supporti finanziari dal patriarca o da altri all'interno della Chiesa ortodossa. Passò la maggior parte del tempo nel palazzo estivo di Alessio, a Preobraženskoe, a circa 5 chilometri da Mosca, insieme al figlio Pietro.
Nell'agosto 1689, Pietro scacciò Sof'ja, mentre lui e il fratellastro Ivan continuarono ad essere co-Zar. Natal'ja tornò ad essere il capo nominale della corte. Suo fratello Lev Kirillovič Naryškin fu eletto ministro degli esteri e primo ministro de facto.

## Morte
Natal'ja morì dopo una malattia che durò solo due giorni. Suo figlio, Pietro fu nominato Imperatore di Russia il 31 ottobre 1721.